# Chiesa di Santa Maria a Vico (Sant'Omero)
La chiesa di Santa Maria a Vico è un luogo di culto cattolico abruzzese. Si eleva, austera e solitaria, nelle campagne della Val Vibrata che circondano il paese di Sant'Omero in provincia di Teramo.

È annoverata, dall'anno 1902, nell'elenco dei monumenti nazionali italiani.

Valutata come sito paesaggistico di interesse nazionale, è stata l'unica chiesa del territorio provinciale teramano a ricevere, il 28 luglio 2011, il bollino di Meraviglia Italiana dal concorso promosso dal Forum Nazionale dei Giovani con il patrocinio della Camera dei deputati, del Ministero dei beni e delle attività culturali e del turismo, del Ministro per la Gioventù e del Ministro del Turismo.
È uno dei siti più noti d'Abruzzo legati alla fede cristiana perché identificato da Francesco Savini come il più antico monumento della regione costruito anteriormente all'anno 1.000 ed arrivato ai nostri giorni nella sua quasi completa interezza.

## Territorio
La chiesa sorge sulla stessa area dove, all'epoca dell'imperatore Traiano, vi fu la presenza di un vicus, la cui esistenza era già documentabile dalla seconda metà del I secolo a.C. che sembra si conservò popolato ancora nell'alto medioevo, tra il X e l'XI secolo. Denominato Vicus Stramentarius o Stramenticius era localizzabile tra Garrufo e Sant'Omero.

Il sito accoglieva anche un tempio dedicato alla divinità di Ercole.

Niccola Palma, nell'anno 1832, descrive probabilmente lo stesso luogo con le parole: «(…) Vico, (…) nel Comune di Sant'Omero, in vaga pianura sulla sponda destra dell'Ubrata (…) I suoi contorni sono pieni di ruderi Romani, di tegole, di urne, e di altre anticaglie. (…) Un pezzo di grossa colonna giace pochi passi lontano da detta Chiesa, solo perché non puossi comodamente trasportare. » Francesco Aceto adduce che la denominazione Vico adottata per l'identificazione della chiesa, ricorda e collega l'edificio religioso al sito di età classica esistente nelle vicinanze della fabbrica da cui proverrebbero le tracce dei marmi romani reimpiegati nel tessuto murario della costruzione.

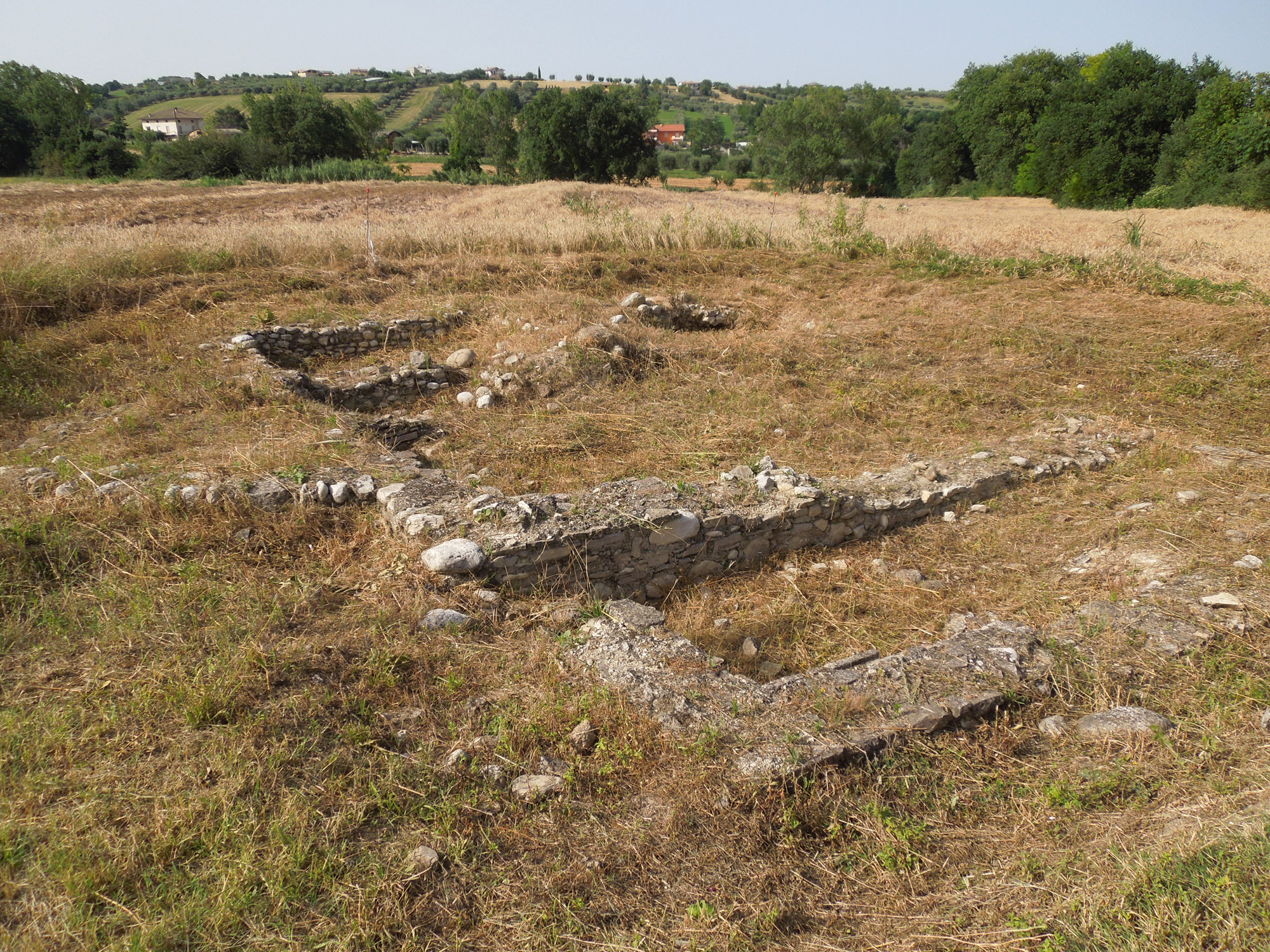
Resti di epoca romana.
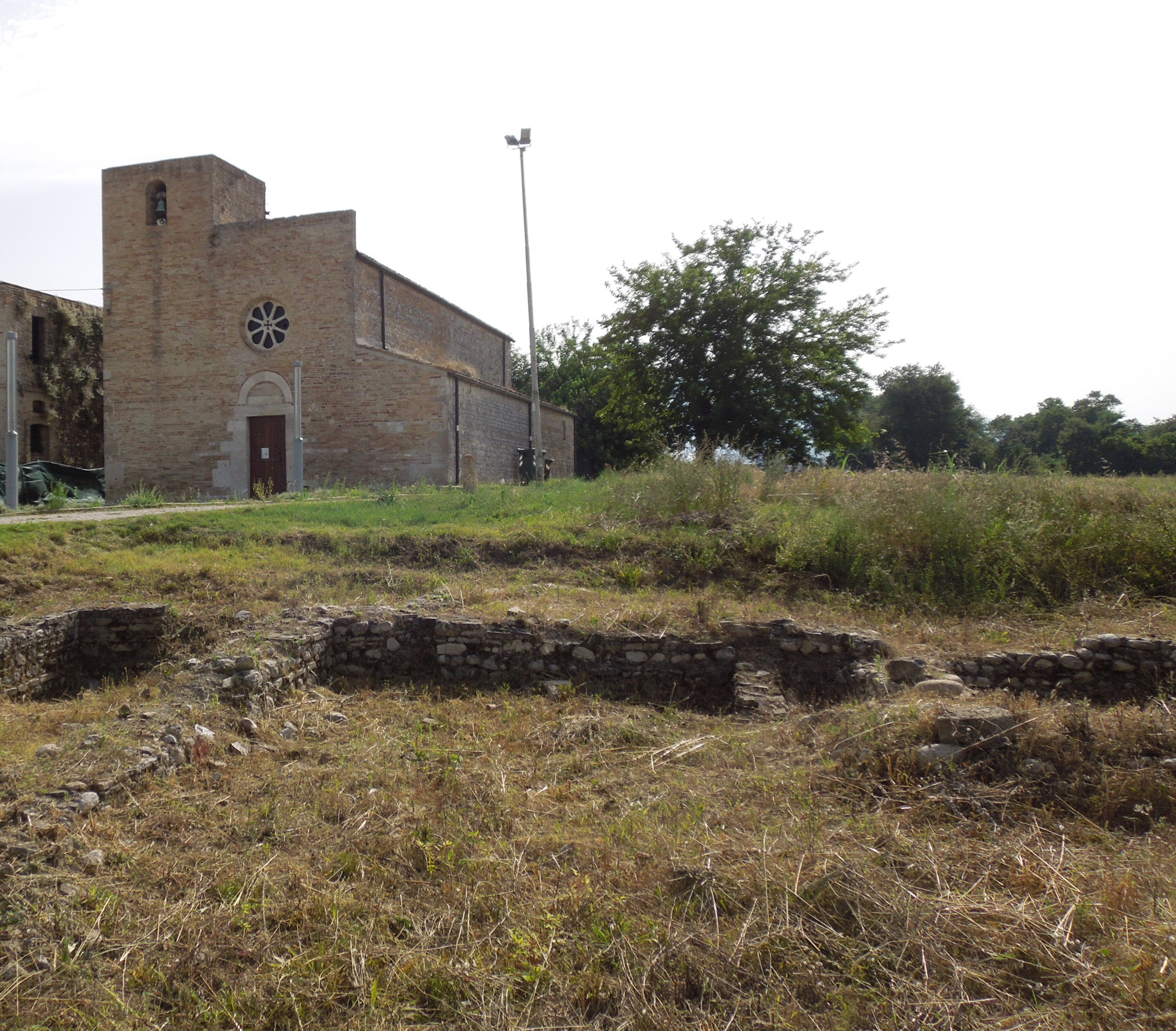
Resti romani e la chiesa.

## Epigrafia
Qui è stata rinvenuta una lastra di marmo, ( m. 1,42 x 0,72), oggi custodita all'interno dell'aula liturgica, scoperta nel 1884, in cui è inciso il Decreto dei Cultori di Ercole ed il nome dell'insediamento vicano. La lapide era stata utilizzata come coperchio di una sepoltura. Dall'interpretazione del testo scalpellato si può presumere che fosse collegata ad un'altra pietra che includeva l'elenco dei Cultori di Ercole del Vicus.
La lapide mostra, negli spazi dei quattro lati, gli strumenti che i cultori adoperavano per compiere sacrifici, quali: la patera, il simpulo, il cultro (coltello usato per i sacrifici) e il cratere. Nel centro del testo è rappresentata la clava di Ercole.

Il testo dell'epigrafe:

RATI PER I.O.M. GENIVMQUE IMP / CAESARIS NERVAE TRAIANI AVG / GER ITA CENSVERVNT / PLACERE SIBI POSTERISQVE SVUIS / VTI QVODANNIS IN PERPETVVM / VI IDS FEBR NATALE TI CLAV / DI HIMERI CCOLERENT VESCE / RENTVRQVE IN TEMPLO HER / CVLIS QVOD SI ITA NON / FECISSENT TVNC EO AN / NO QVO CESSATVM FVISSET / HI CVLTORES HERCVLIS QVI / IN TITVLO MARMOREO SCRI / PTI SVNT POSTERIQVE EORVM / INFERRENT CVLTORIBVS 
Un'altra lapide, con epigrafe funeraria, rinvenuta sempre nei pressi della chiesa, si trova murata a fianco della precedente e reca scalpellata l'iscrizione: «CN. SEPTVMIO. CN. L. / GLYCONI /  CN.  SEPTMIVS. CN. L. / AGATHO. LIBERT. PATRONO. ET. SIBI. /  FECIT.»
La realtà vicana di Sant'Omero fu abitata fino al periodo della tarda antichità ed anche oltre, lo testimonia la presenza della necropoli venuta alla luce durante gli scavi per l'elevazione di una casa colonica sorta a sinistra della chiesa.

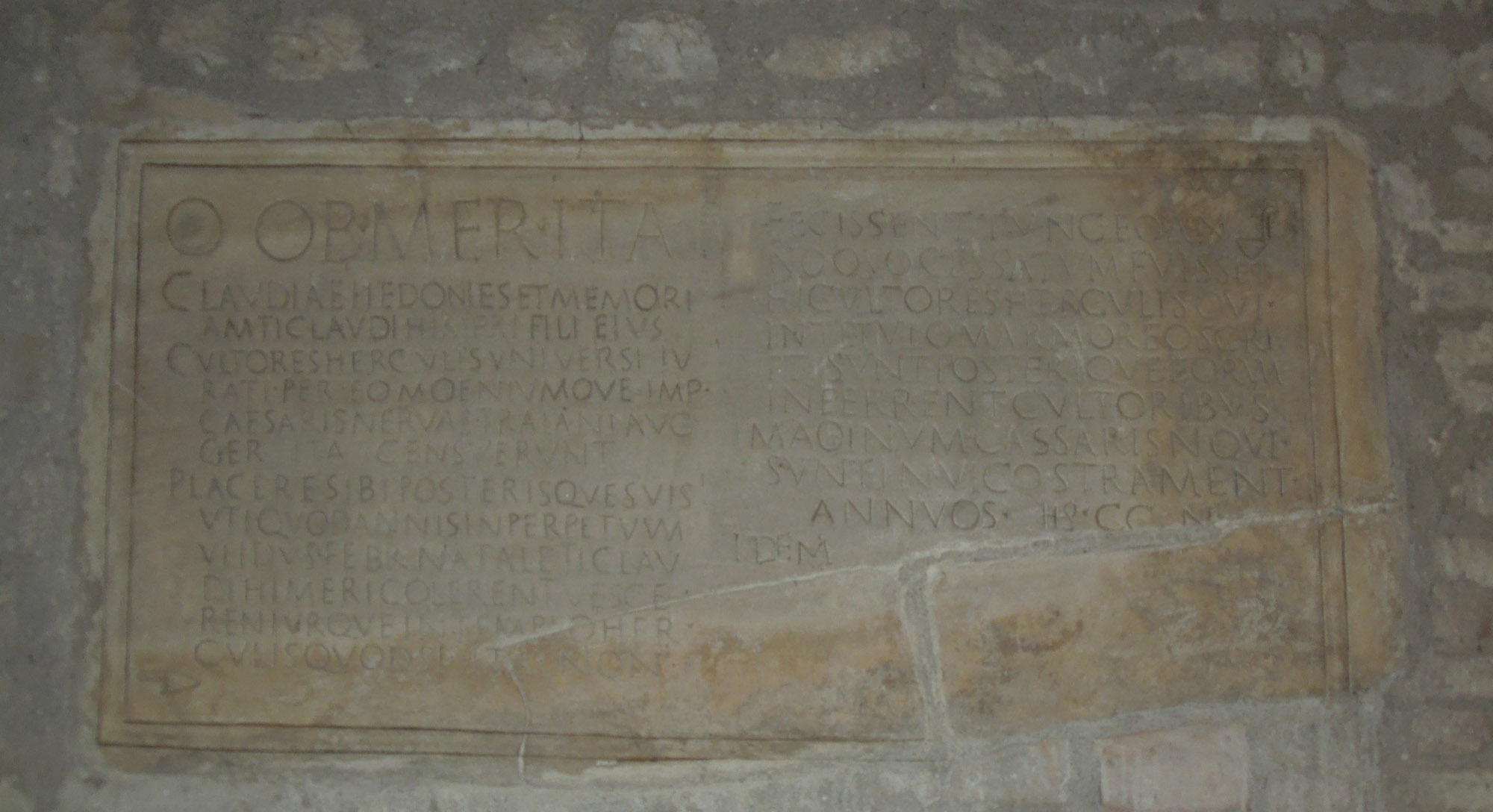
Lastra con l'epigrafe dei Cultori di Ercole.
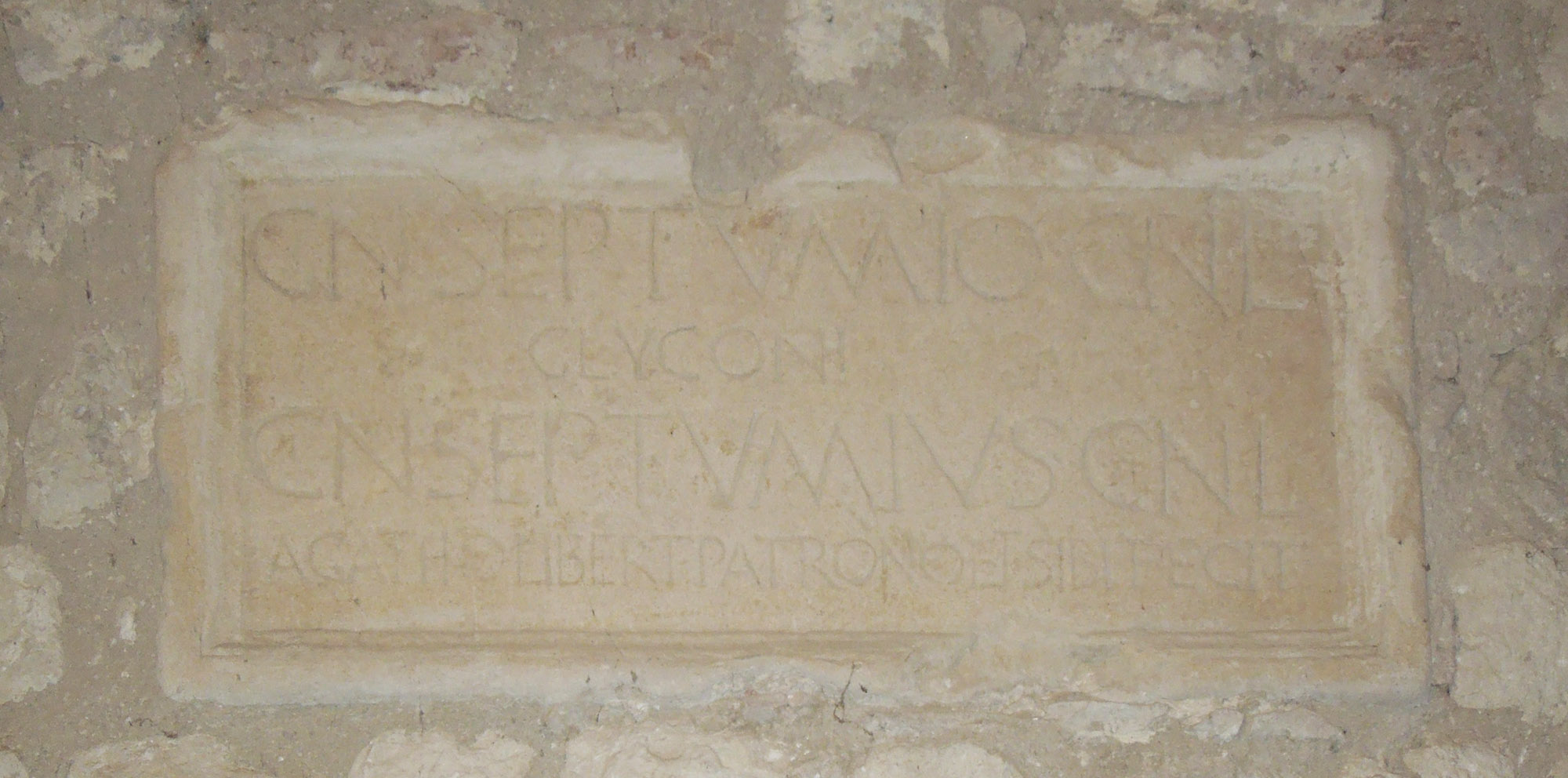
Lapide con iscrizione funeraria.
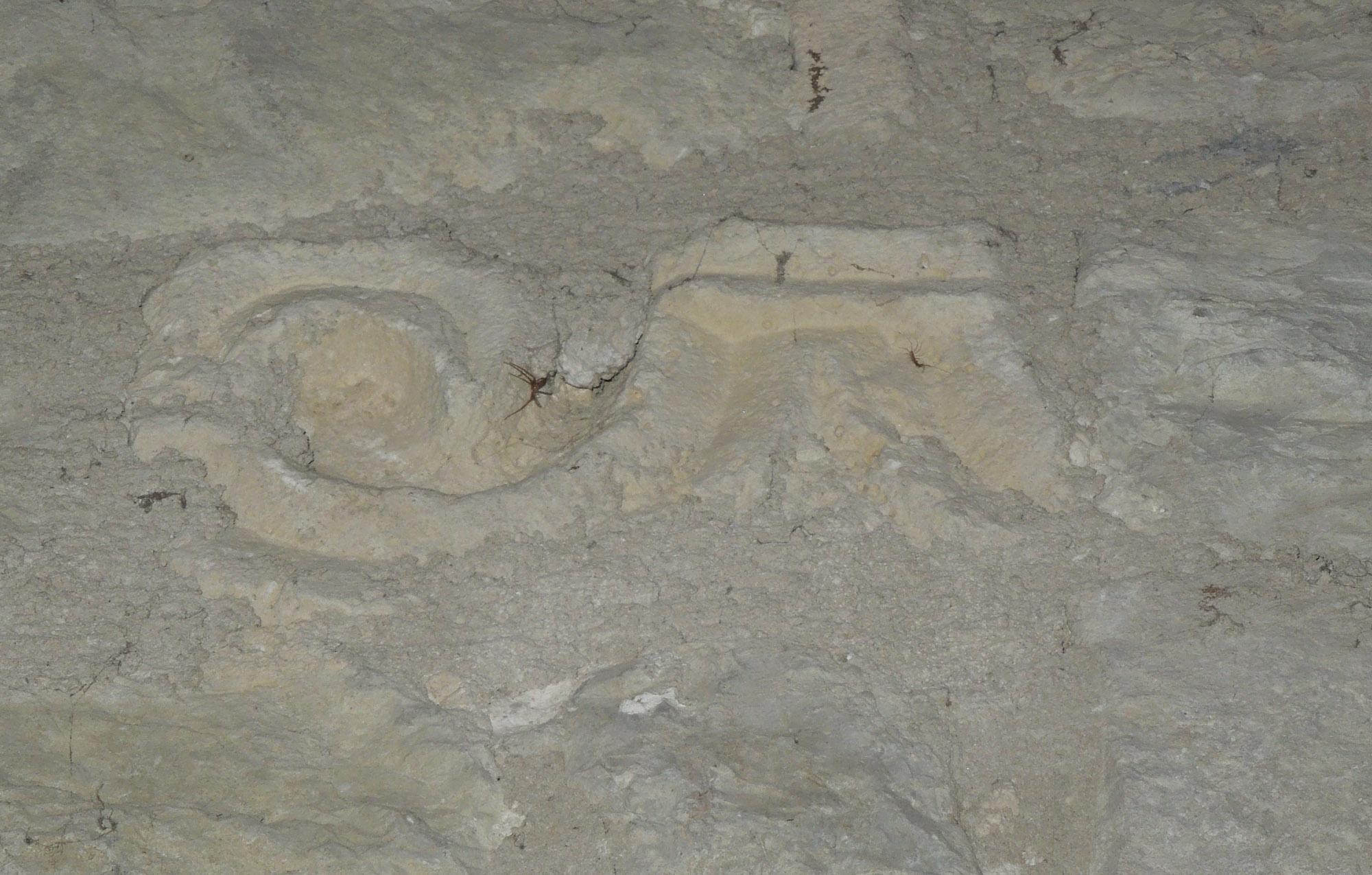
Elemento erratico di reimpiego murato nella parete destra della chiesa.

## Storia
Il silenzio delle fonti documentali non consente di stabilire una datazione precisa e puntuale dell'anno di fondazione della chiesa. Gli storici, oltre al Savini, hanno avanzato diverse ipotesi sul tempo dell'edificazione, per alcuni risalirebbe al X secolo, per altri tra l'XI ed il XII secolo, ma tutti condividono che l'odierna fabbrica, sebbene sia stata rimaneggiata e restaurata, non si discosti molto dall'impianto primitivo.
L'affermazione del Savini, storico teramano, trova conforto dal rinvenimento dei primi anni '70, quando durante il corso dell'ultimo restauro, sono state ritrovate le vestigia di un edificio, di epoca romana e di più ampie dimensioni, evidenziatesi al di sotto del piano del calpestio della zona absidale che Marcello Sgattoni ha identificato e classificato come i resti di una costruzione «presumibilmente paleocristiana».
Francesco Aceto analizza come la conformazione dell'edificio, caratterizzata da «stringenti analogie stilistiche» e tematiche, sia riconducibile, per proporzioni e rapporto degli spazi, ad una tipologia diffusa in Abruzzo, nell'area di influenza cassinese, tra l'ultimo quarto dell'XI secolo e la metà del XII. Lo stesso impianto di Santa Maria a Vico è stato proposto ed attuato nella variante delle tre absidi nelle chiese di: San Liberatore alla Majella, San Pietro ad Oratorium, San Clemente al Vomano, Sant'Angelo a Pianella, Santa Maria del Lago a Moscufo e a San Nicola a Canzano. La terminazione dell'aula ad una sola abside è stata realizzata nelle chiese di: Santa Maria in Valle Porclaneta, San Vincenzo a Turrivalignani ed a San Giovanni ad insulam.
La prima menzione documentata della Plebs Sanctae Mariae in Vico, ossia: Pieve di Santa Maria a Vico, è riportata nella bolla pontificia emanata da papa Anastasio IV il 27 novembre 1153 con cui la attribuisce alla mensa vescovile della Diocesi Aprutina retta dal vescovo Guido. Il titolo di plebs le conferiva dignità di funzioni di chiesa parrocchiale e di cura delle anime, oltre all'idoneità dell'amministrazione del sacramento del battesimo.
Un'ulteriore menzione di Santa Maria a Vico si ricava nell'anno 1326 quando il plebano, (citato come Iacopo e Giacomo), nel giorno del 27 novembre, versa 12 tarì in oro, riportati dalle Rationes Decimarum Italiae, (Aprutium), ai collettori apostolici della decima annuale da corrispondere alla diocesi aprutina.
Nel corso del tempo la chiesa è stata restaurata per la prima volta nell'anno 1885 dall'architetto Giuseppe Sacconi ed una seconda volta da Mario Moretti tra il 1970 ed il 1971.

## Architettura
L'intero edificio ha forma basilicale, «derivante da uno schema iconografico paleocristiano», è disposto e orientato da ovest verso est, seguendo il cammino del sole. L'estetica del fronte appartiene ai lavori avvenuti nel XIV secolo, ossia in un secondo momento rispetto all'elevazione della chiesa originaria, ed in questo intervento fu aggiunta la torre campanaria che occupa lo spazio della prima campata della navata sinistra. Il corpo di fabbrica presenta complessivamente 5 finestre, chiuse da transenne in travertino traforato che riproducono disegni geometrici. Nel prospetto posteriore si allarga la curvatura dell'abside che, con la sua ampia curvatura, esprime ancora il gusto paleocristiano della costruzione.
La facciata si mostra nella sua essenziale semplicità, allineata con la torre campanaria, è aperta nella zona centrale da una sola porta d'ingresso e si conclude a terminazione piana. Coeva è anche la realizzazione della cortina in mattoni del fronte che presenta, nella porzione sinistra, una rara posa in opera di laterizi disposti ad opus spicatum che si ripete anche nella corrispondente parete interna di sinistra e sulla terminazione piana della torre campanaria. Nello spazio centrale vi è il rosone aggiunto durante il restauro ottocentesco condotto dal Sacconi.

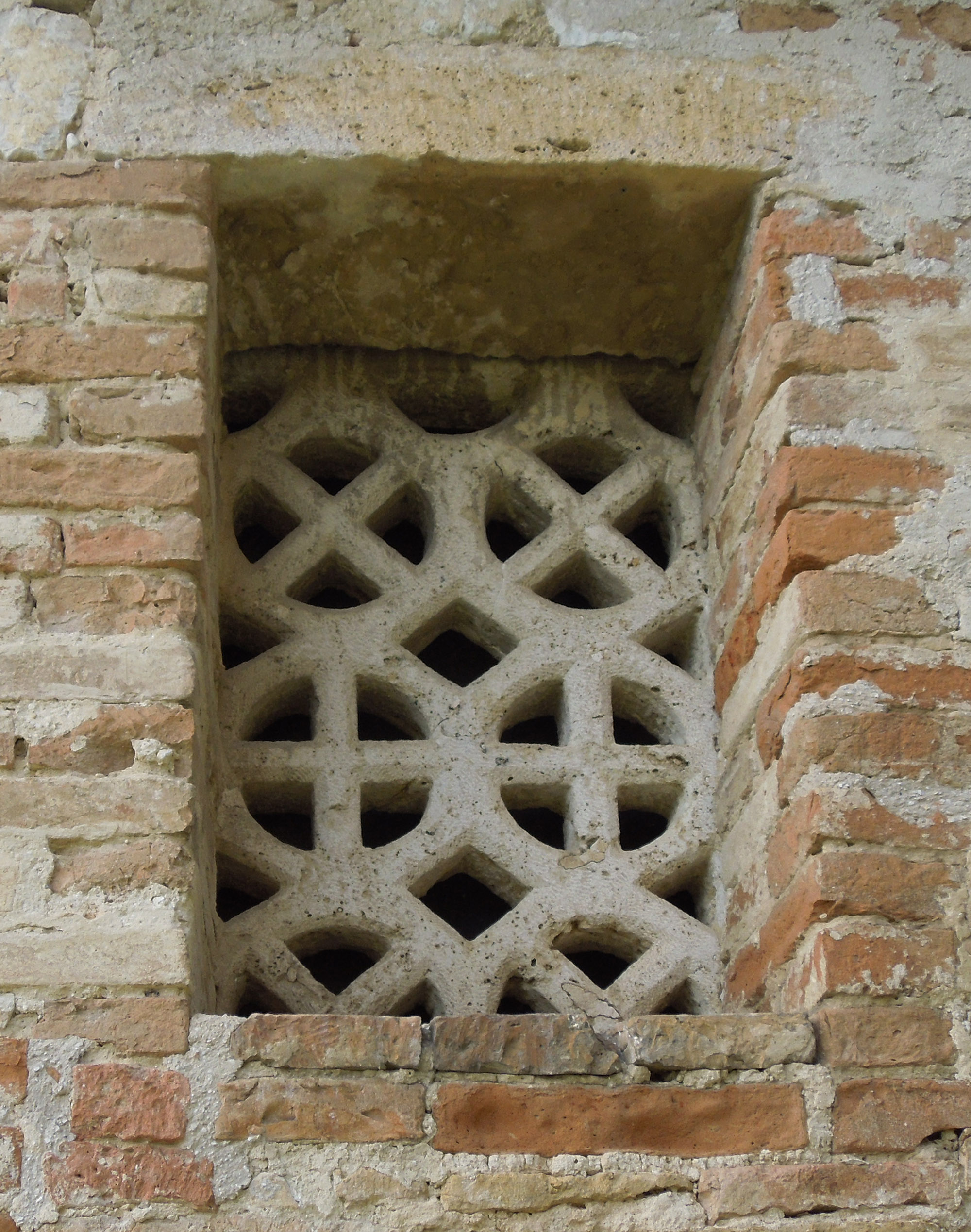
Transenna traforata in travertino di una finestra.
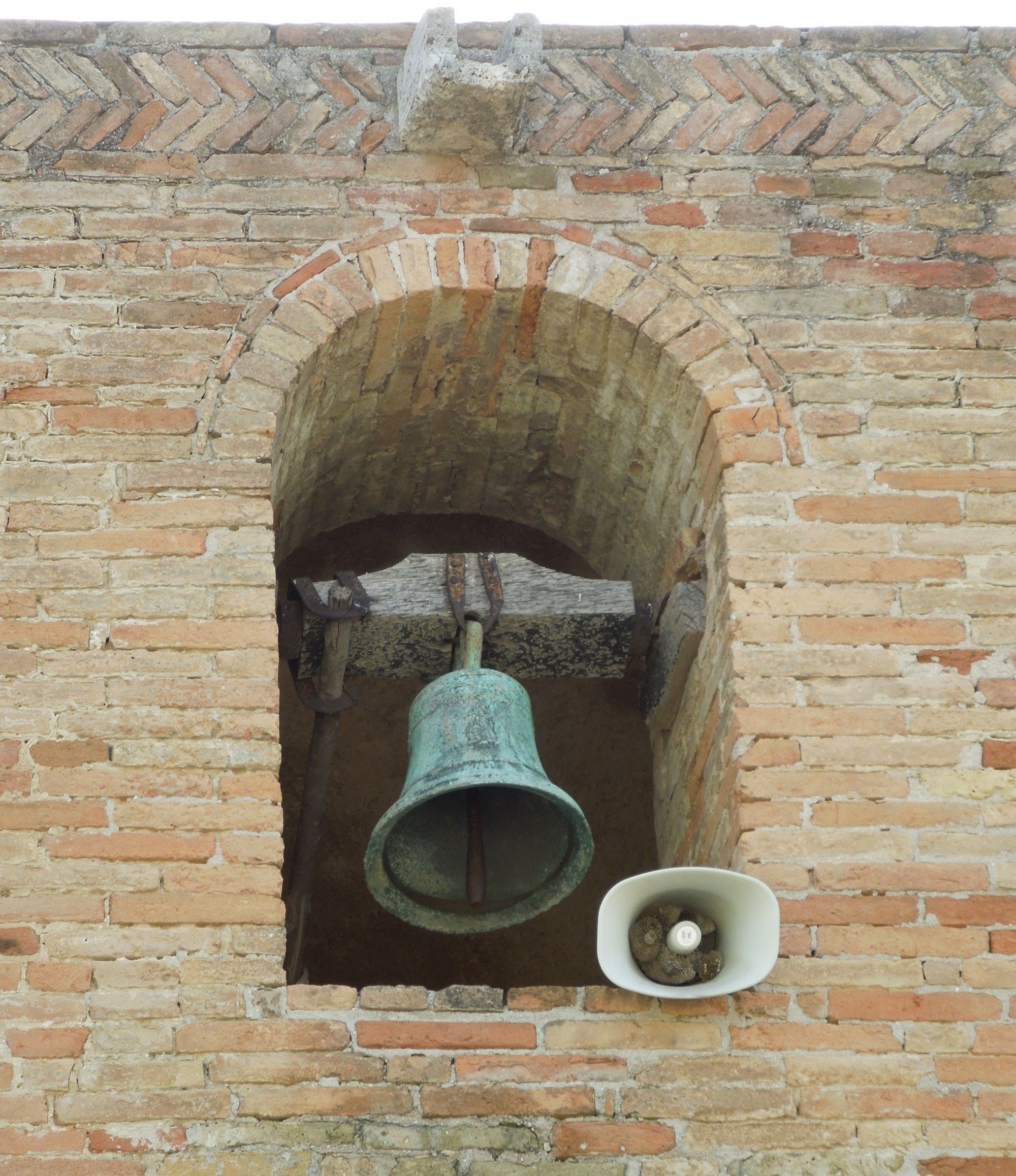
Particolare dell'opera spicata presente alla sommità della terminazione piana della torre campanaria.
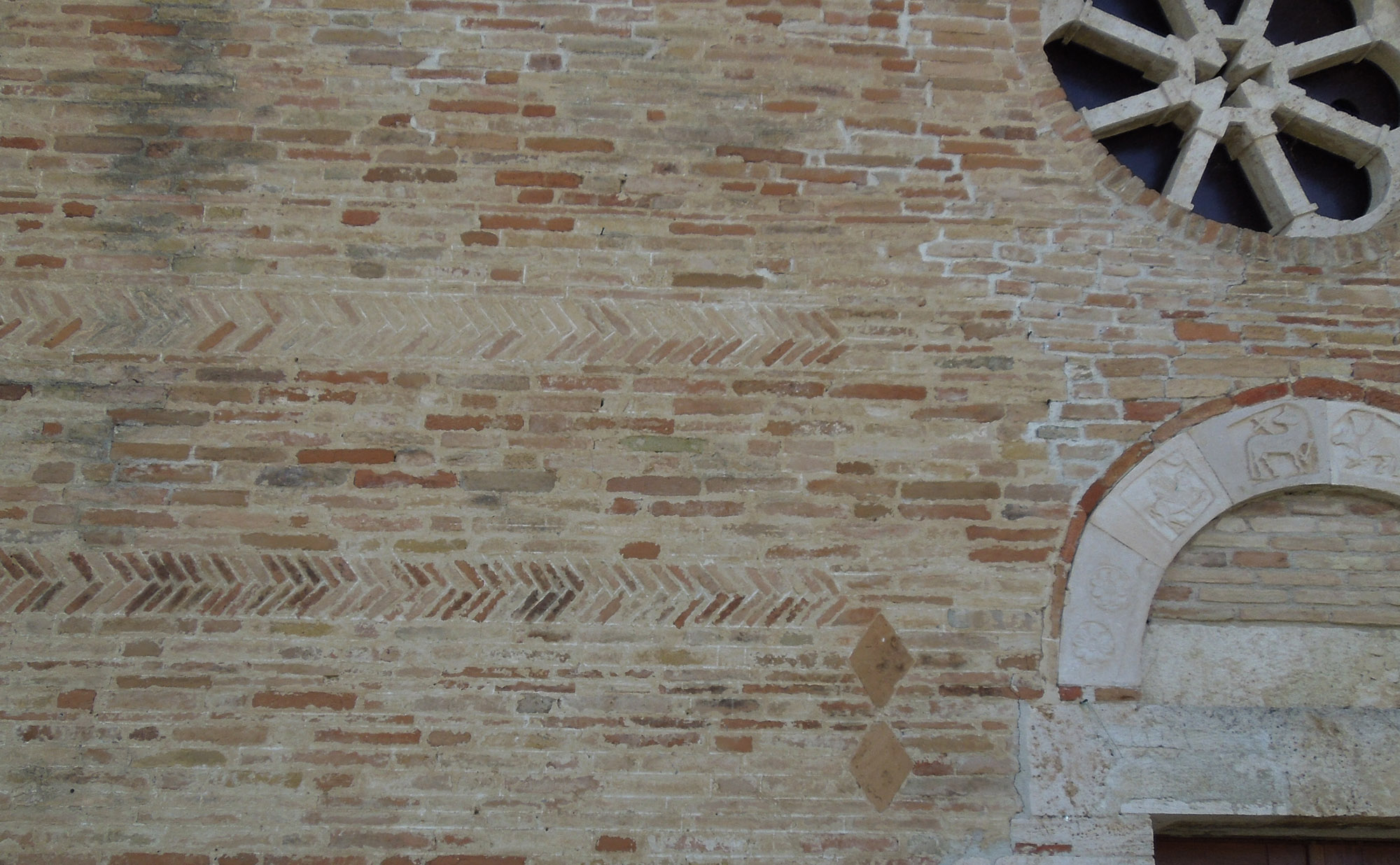
Particolare della facciata con la posa in opera di laterizi disposti ad opera spicata.
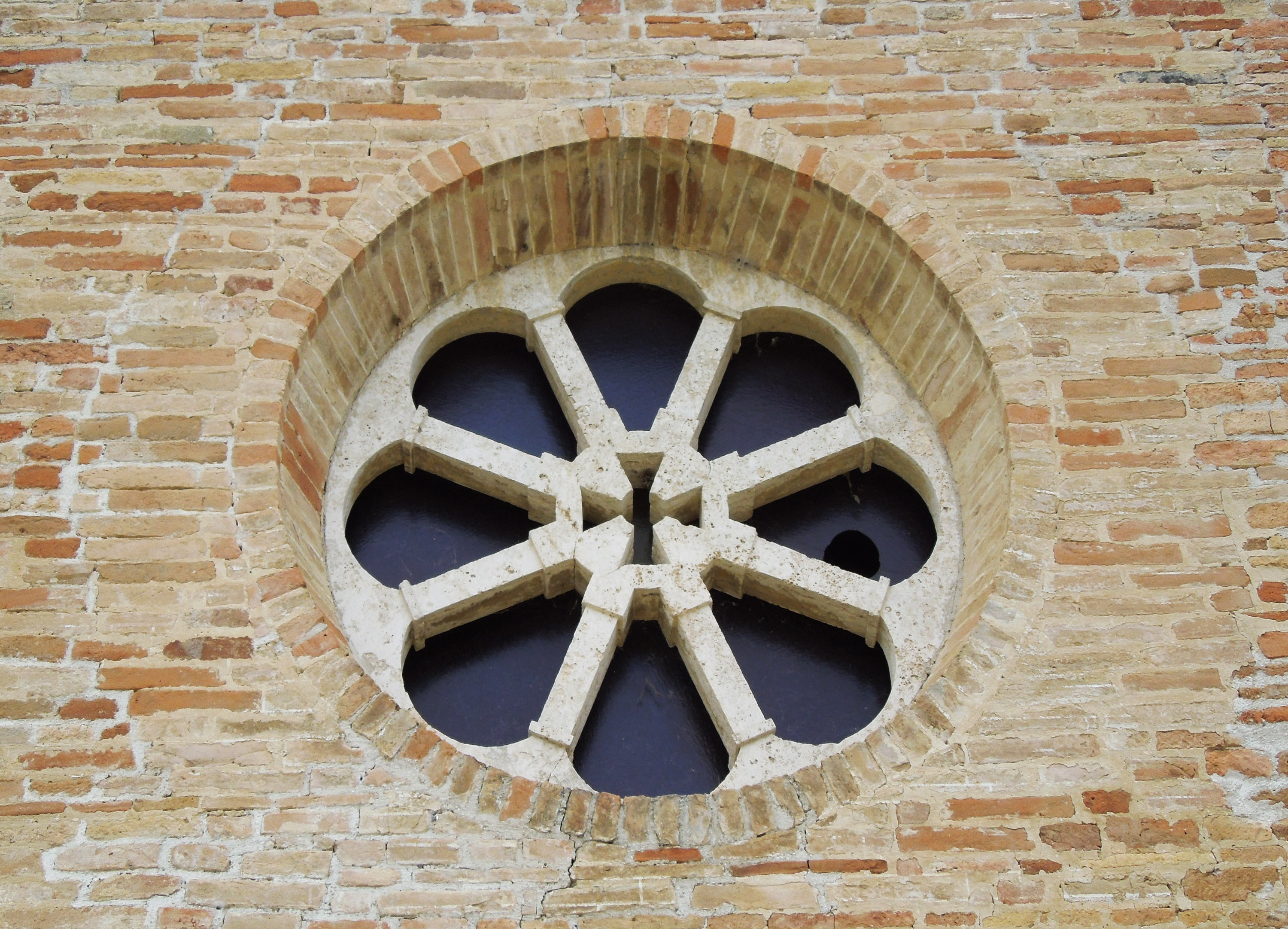
Rosone centrale.
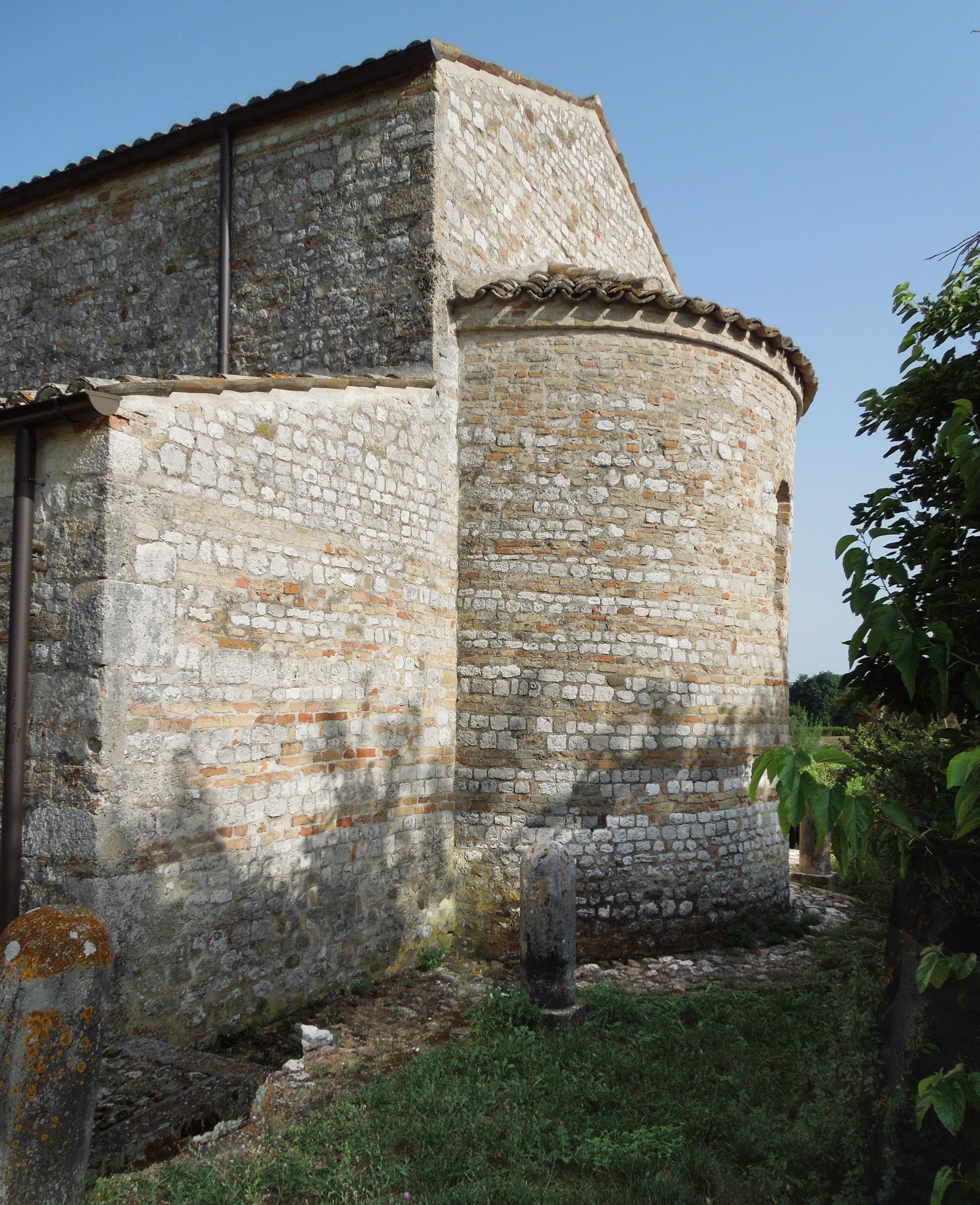
Prospetto posteriore con abside.

### Il portale
Il portale architravato è definito da lastre di marmo rettangolari impiegate come elementi costitutivi completamente privi di decorazioni. È sovrastato dall'archivolto che accentua il valore spaziale dell'arco a tutto sesto e mostra ornamenti di blocchi di pietra scolpiti con figure iconografiche incassate e forme geometriche, databile intorno all'XI-XIIsecolo. Si distinguono i simboli degli evangelisti quali: il leone alato di san Marco, l'aquila di san Giovanni, il bue di san Luca e un Agnus Dei, particolare immagine della simbologia religiosa dell'arte cristiana: un agnello che reca una croce che rappresenta Cristo.

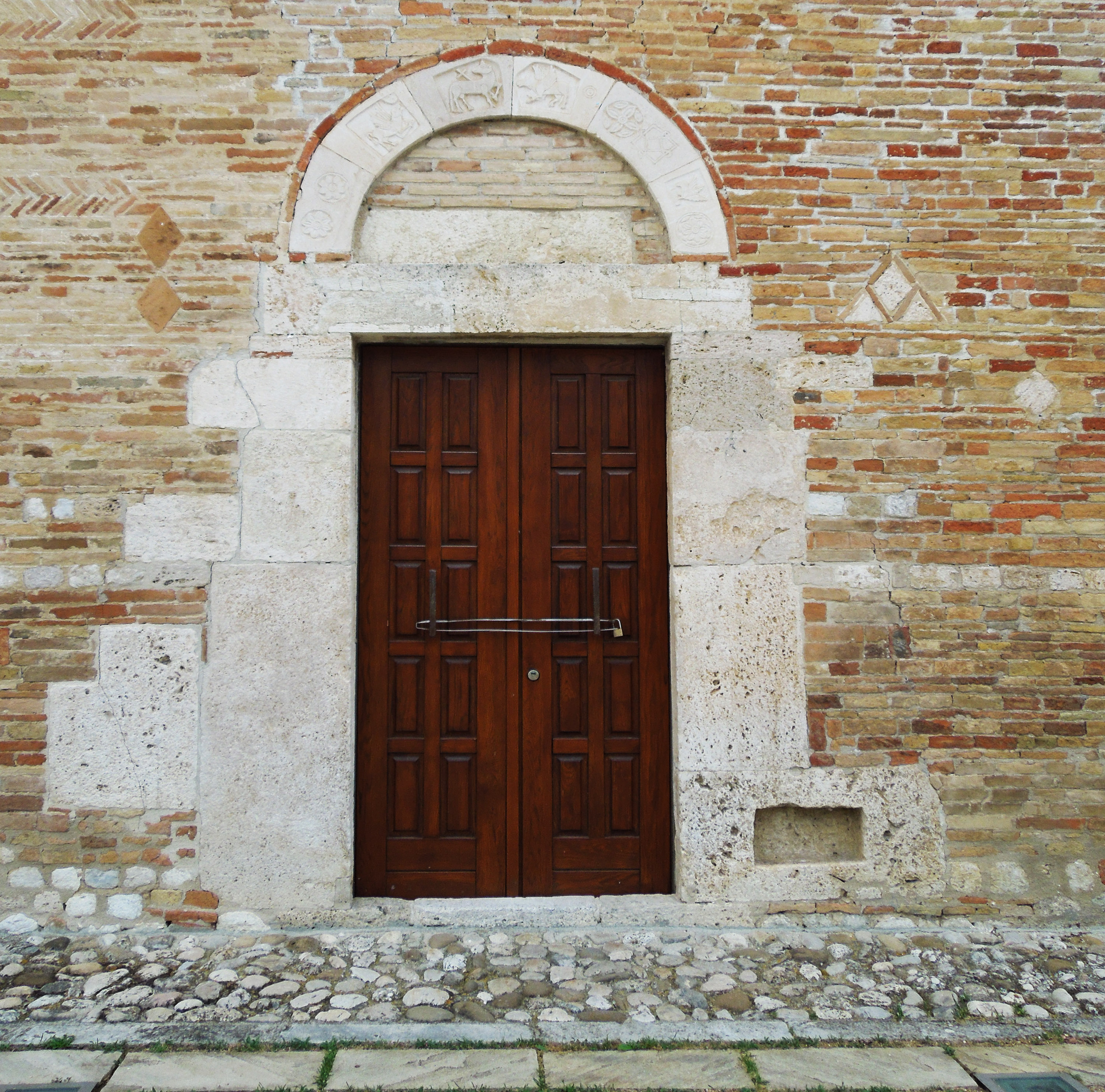
Portale d'ingresso.
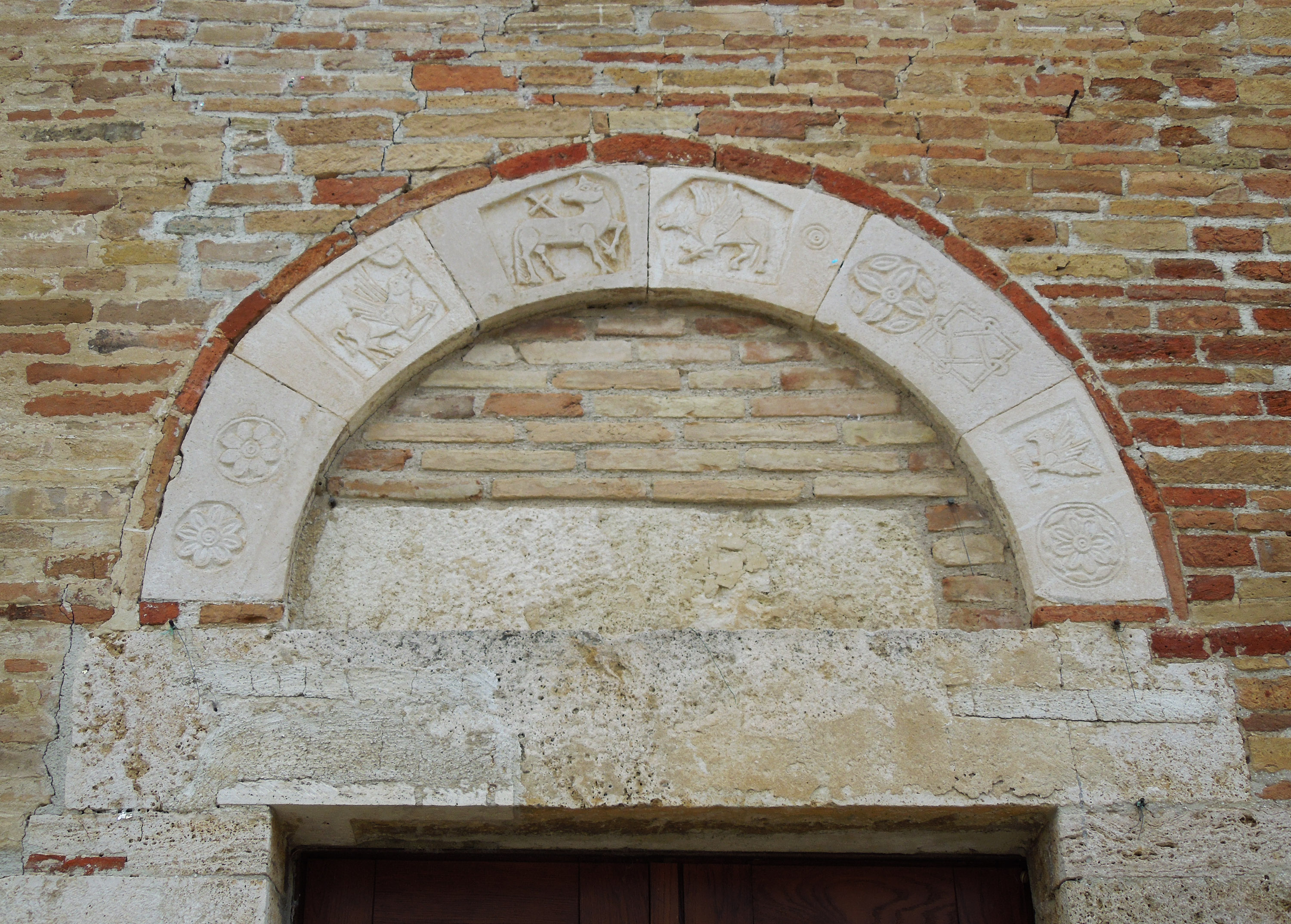
Archivolto del portale.

### L'interno
L'invaso liturgico, pavimentato in cotto, sviluppa la sua conformazione da una pianta rettangolare allungata, scandita da tre navate, che si conclude con un'abside semicircolare aperta da una monofora nella zona centrale e racchiude al suo interno «l'estrema semplicità delle costruzioni minori di transizione fra il periodo paleocristiano e quello preromanico».
La lunghezza della chiesa, esclusa la profondità occupata dall'abside, è quasi il doppio della misura della sua larghezza (metri 19,75 x 9,55/9,78), così come la navata centrale è doppia rispetto alle 2, minori, laterali (4,30 x 2,10), osservando gli stessi rapporti realizzati nelle altre chiese abruzzesi paragonate a questa.
Le navate sono divise da due file di sei colonne per lato, costruite in materiale misto, a base circolare, tranne le prime 2 che presentano una sezione rettangolare. Lo spazio degli intercolumni è collegato da archi a tutto sesto. I pilastri sono privi di base e sormontati da capitelli in pietra appena abbozzati, privi di decorazioni, che Francesco Savini ritiene grossolane ricomposizioni di restauro. La copertura è realizzata con un soffitto a capriate. 

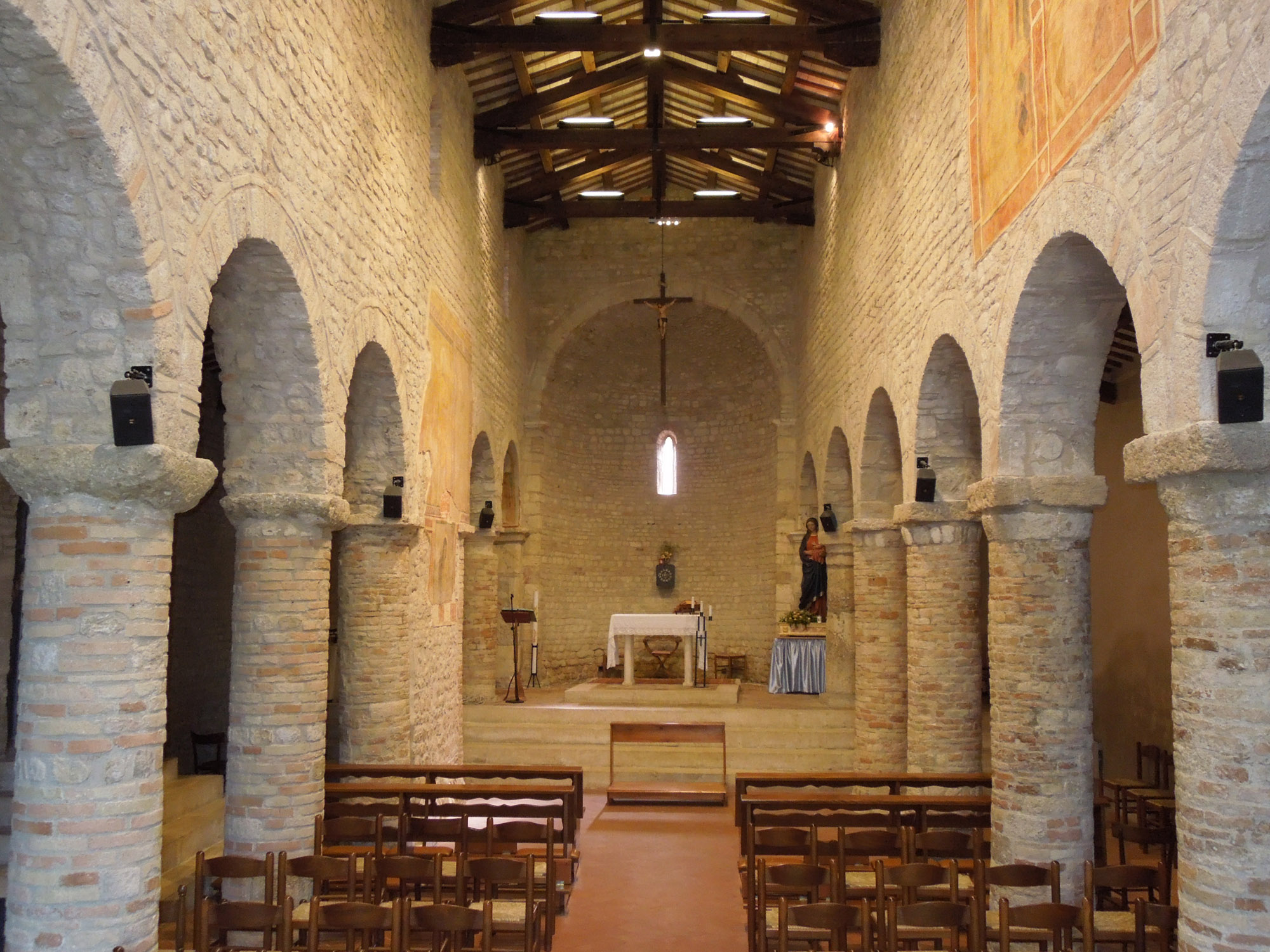
Aula liturgica.
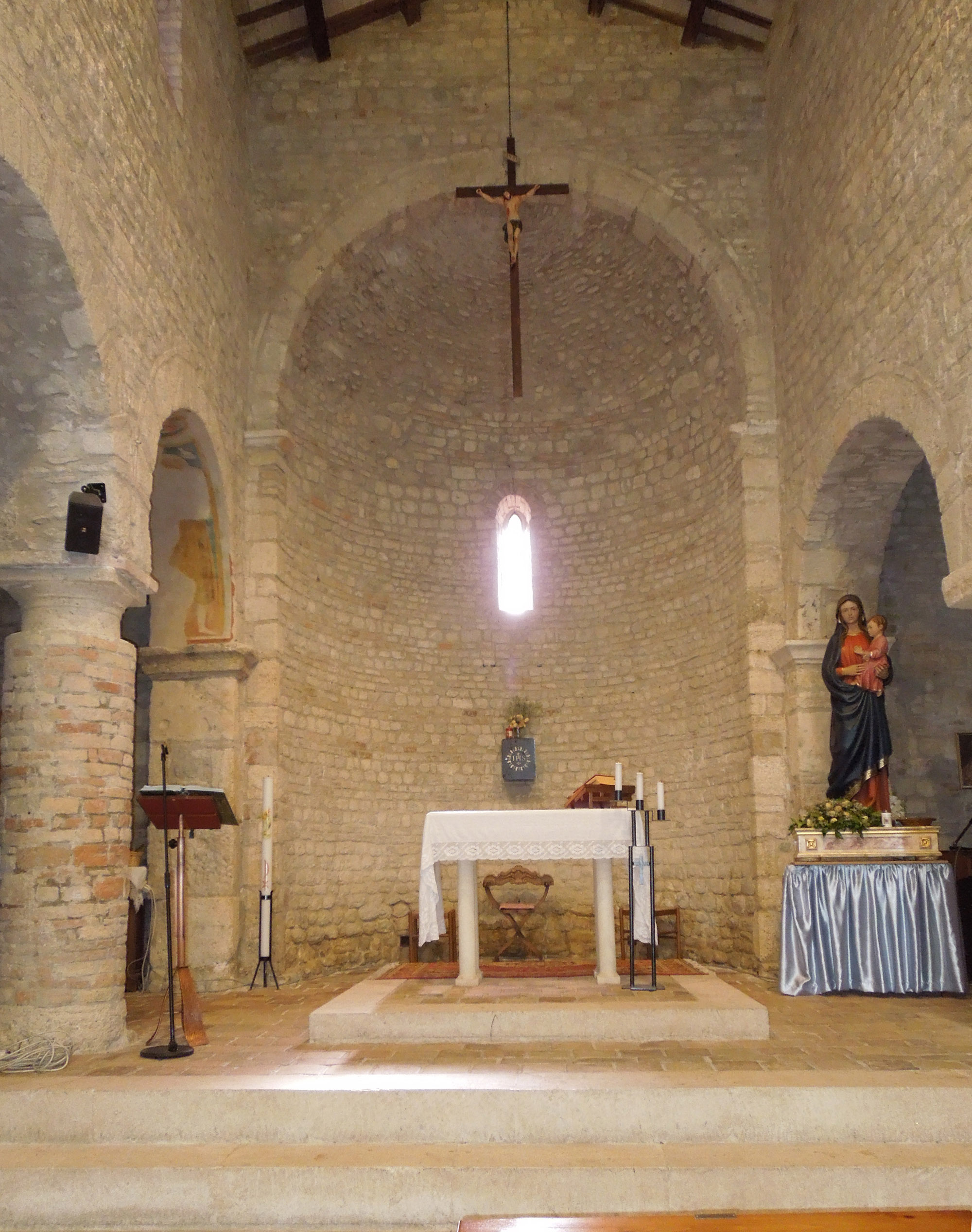
Abside.
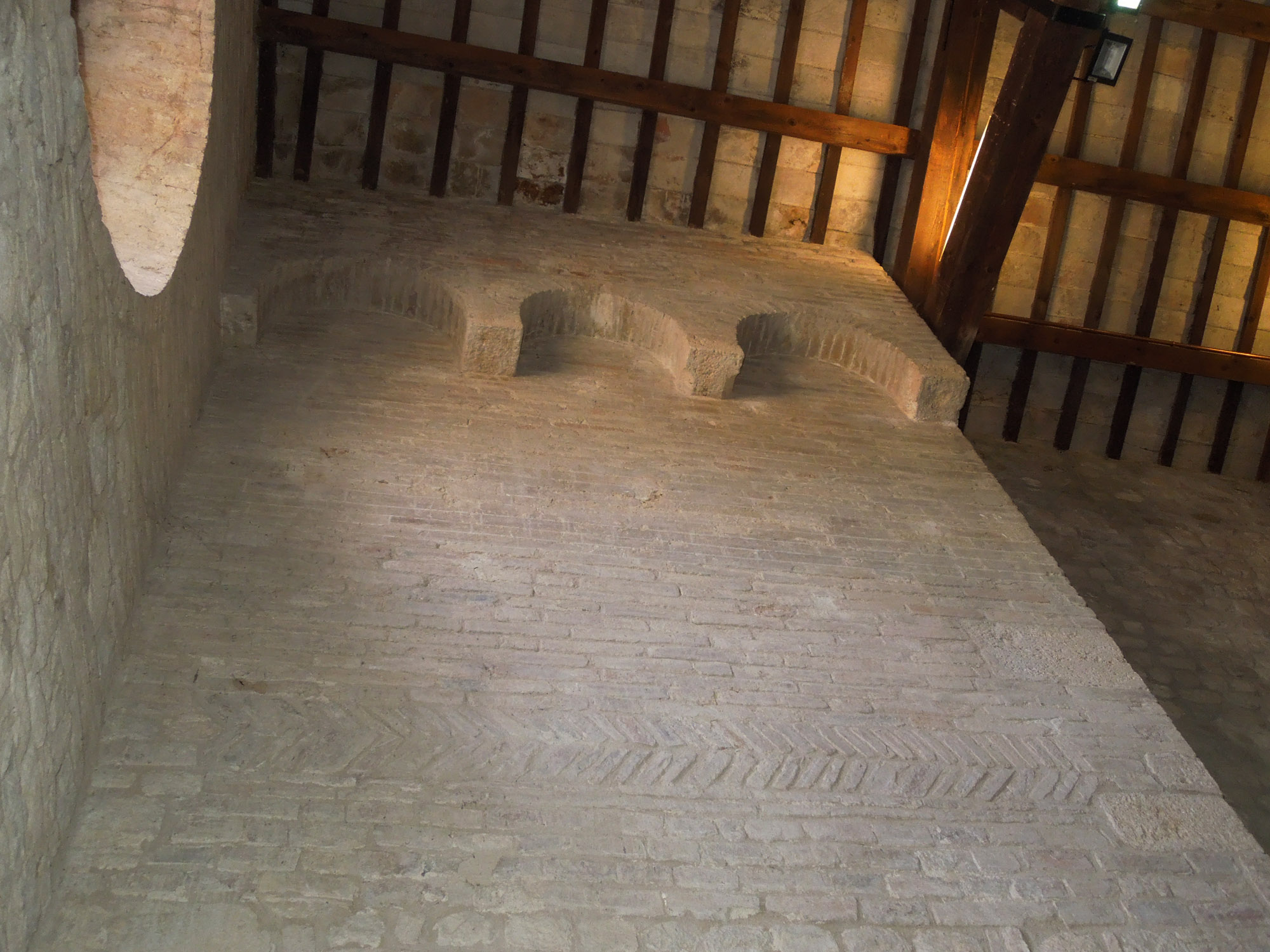
Particolare della murazione interna della torre campanaria a sinistra dell'ingresso con opera spicata ed archetti.
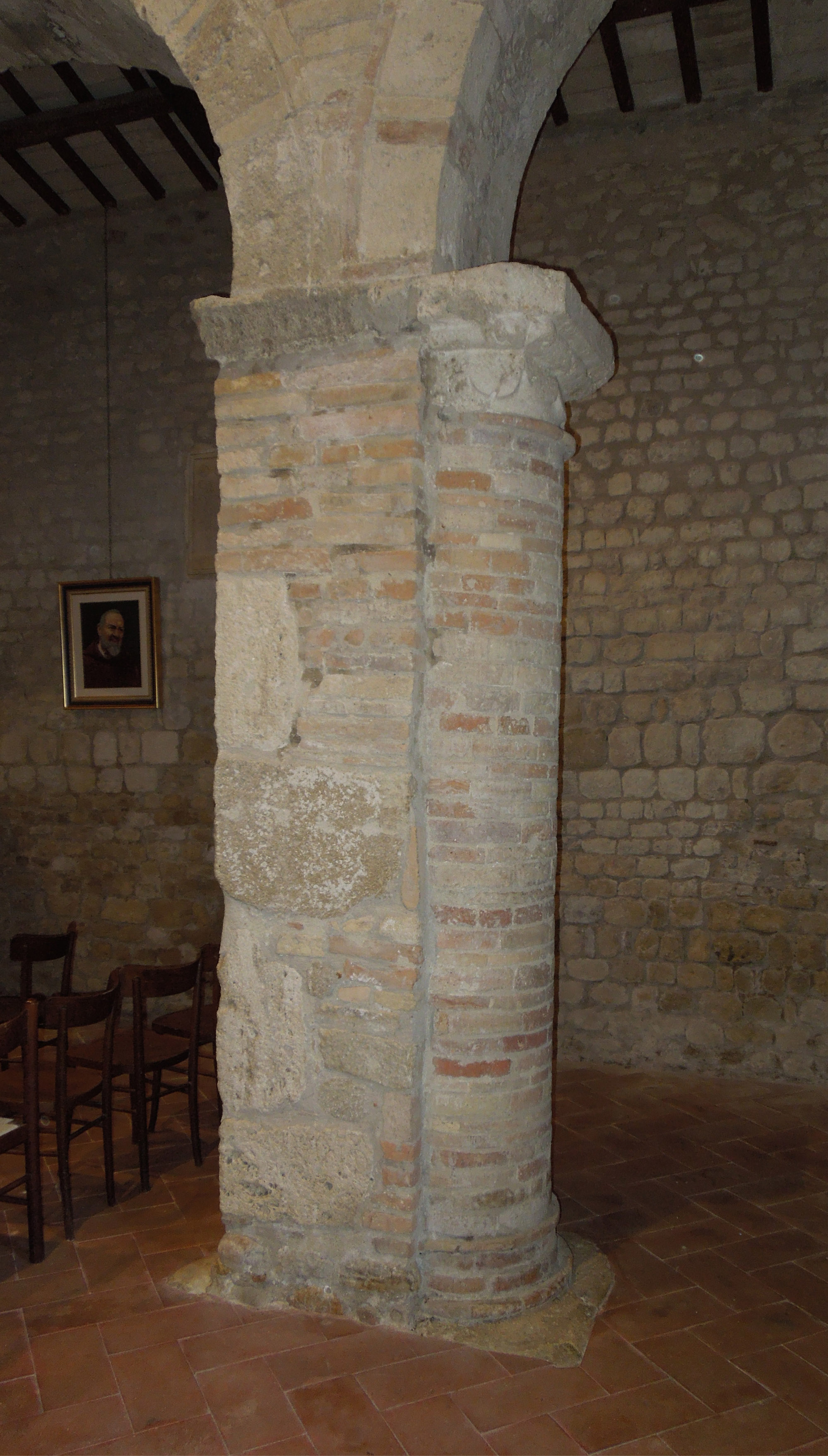
Prima colonna di destra della navata.
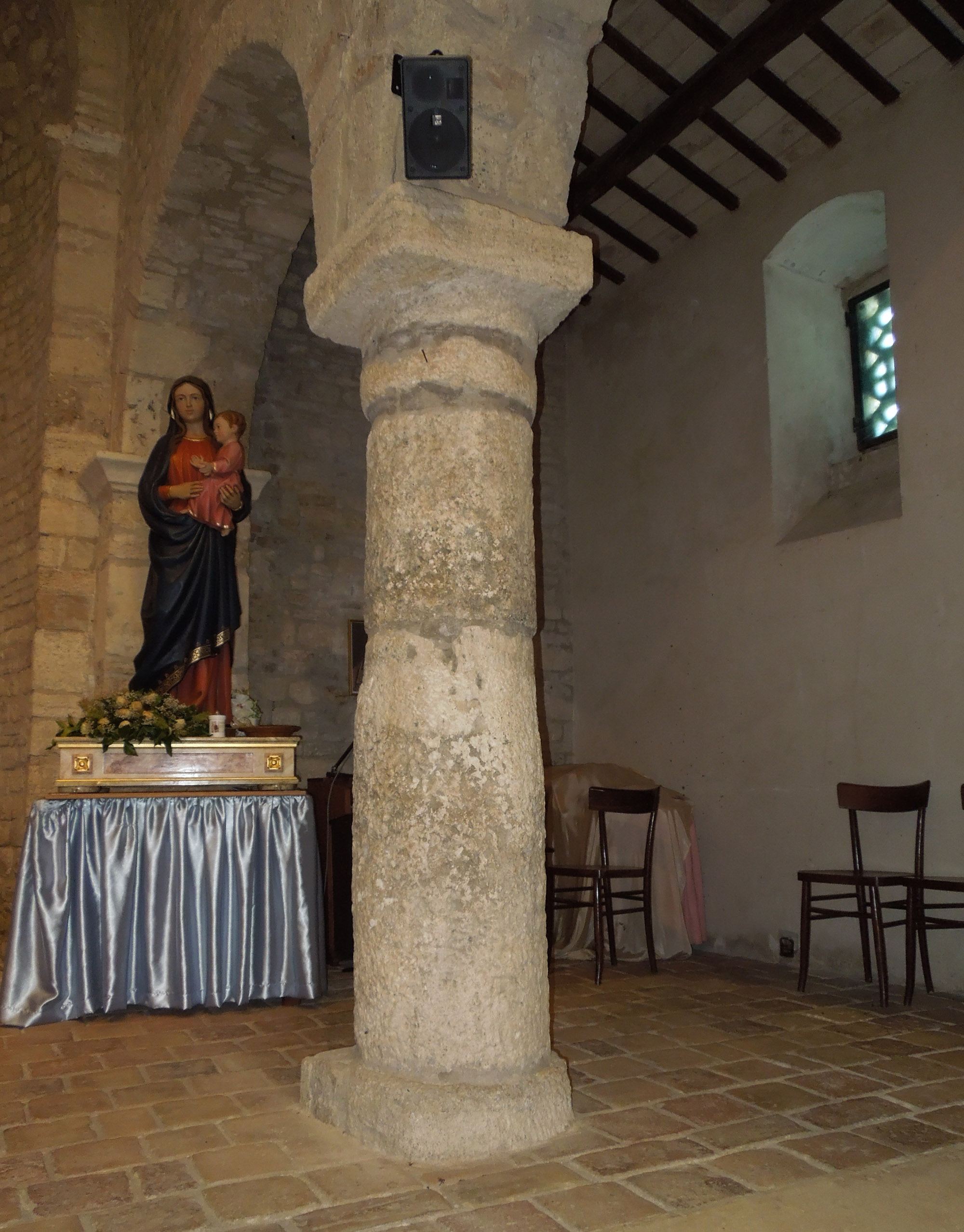
Ultima colonna di destra della navata.
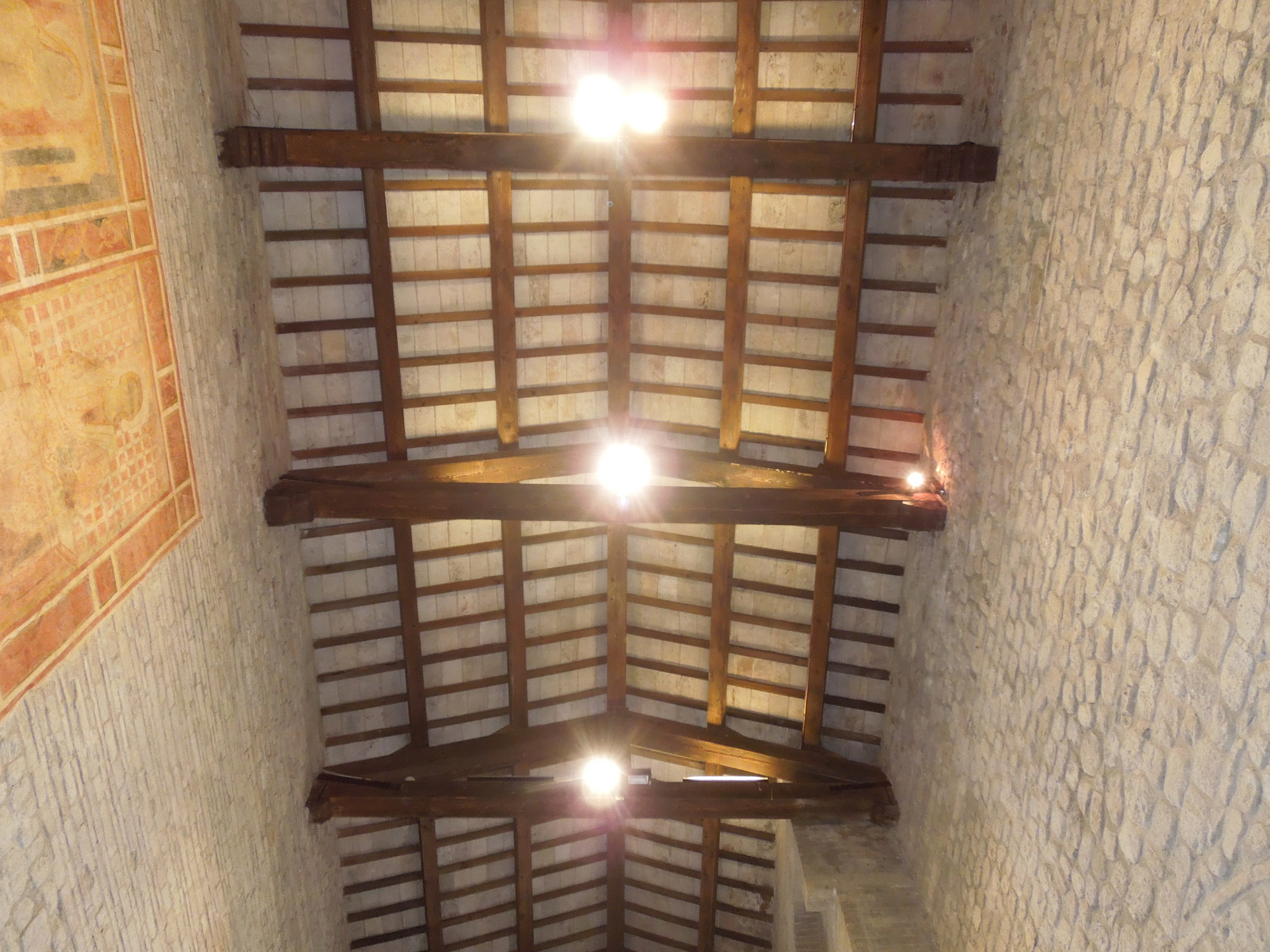
Soffitto a capriate.

### Gli affreschi
Permangono ancora oggi, sulle pareti e nel sottarco dell'ultimo intercolumnio di destra, timide tracce affrescate che risultano piuttosto compromesse per una chiara lettura.

Lungo la parete destra della navata centrale, al di sopra del terzo arco, sono stati eseguiti all'interno di due registri contigui le immagini di una Madonna in trono col Bambino e di un Cristo in trono che regge un libro con la mano sinistra, ritratto su uno sfondo quadrettato,
entrambi riferibili al XIV secolo, tra il 1325 ed il 1349.
Nello spazio ottenuto a seguito della tamponatura del terzultimo valico della navatella sinistra, con la tecnica dell'affresco su intonaco, è stata dipinta all'interno di una cornice a motivi geometrici, l'effigie di una Madonna velata in trono col Bambino, e più in alto, un'Annunciazione, risalenti al XIV secolo, collocabili tra il 1325 ed il 1349.
Lo stato di conservazione consente solo di osservare «indiscutibili cadenze giottesche, assorbite molto probabilmente dall'Umbria».
Nell'ultimo sottarco di sinistra sono leggibili un Cristo Benedicente a mezzo busto in un clipeo e san Giovanni evangelista che reca in mano un cartiglio, quest'ultimo si trova nel miglior stato di conservazione. Probabilmente eseguito da un altro autore, tra il 1340 ed il 1360, si caratterizza per le forme allungate e per i tratti del volto che mostrano una tendenza «più scopertamente gotica».

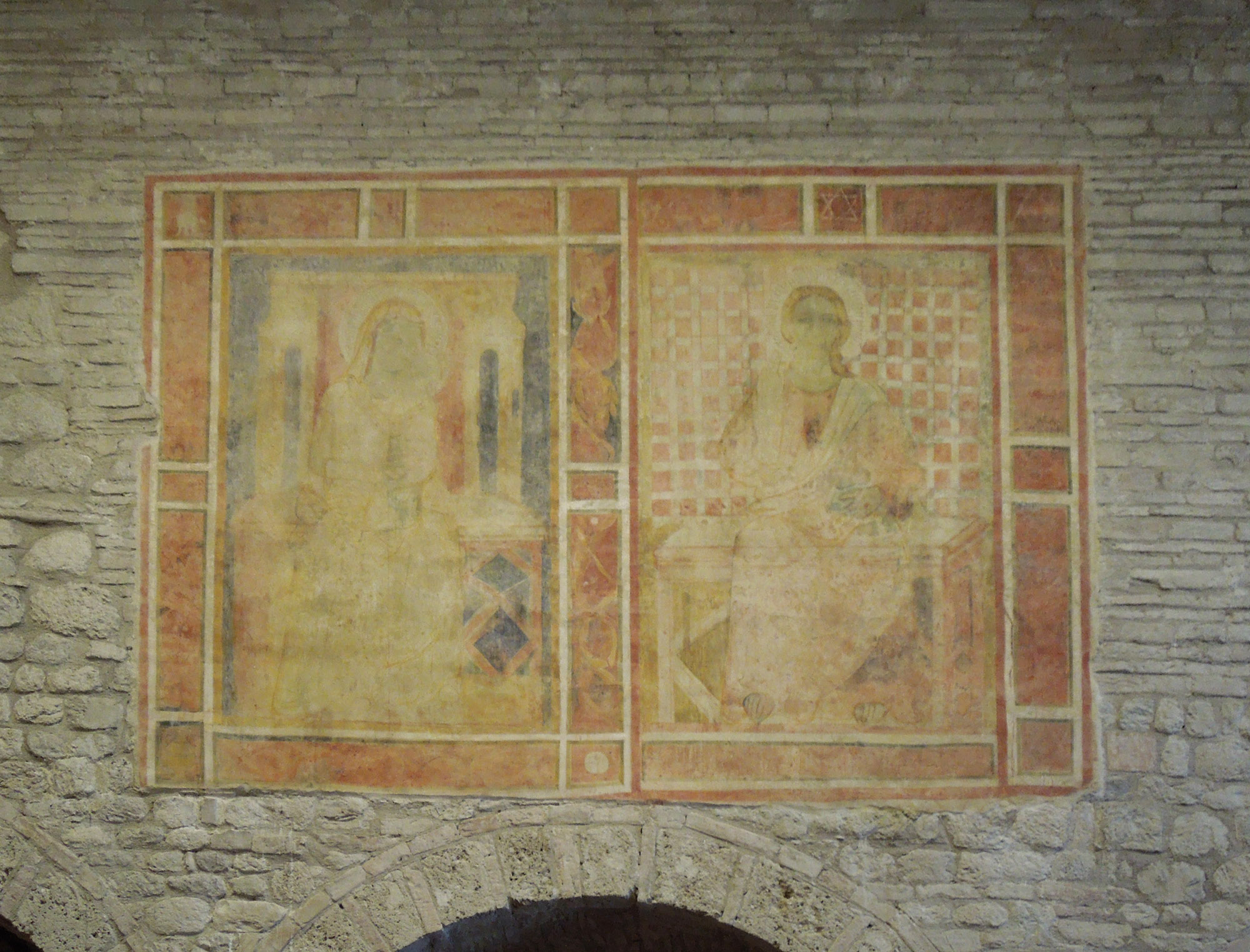
Madonna col Bambino in trono e Cristo in trono.
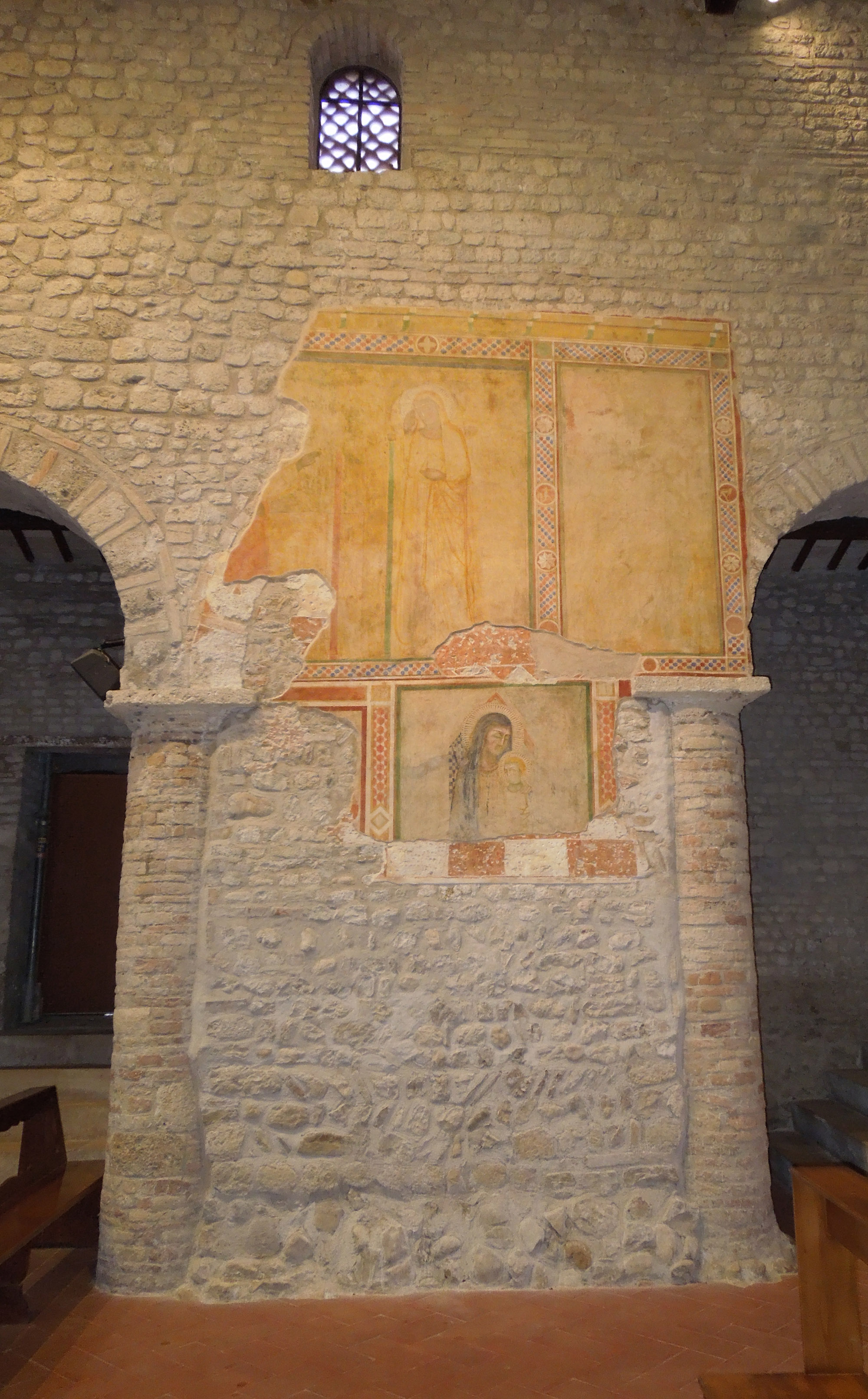
Madonna in trono col Bambino ed Annunciazione.
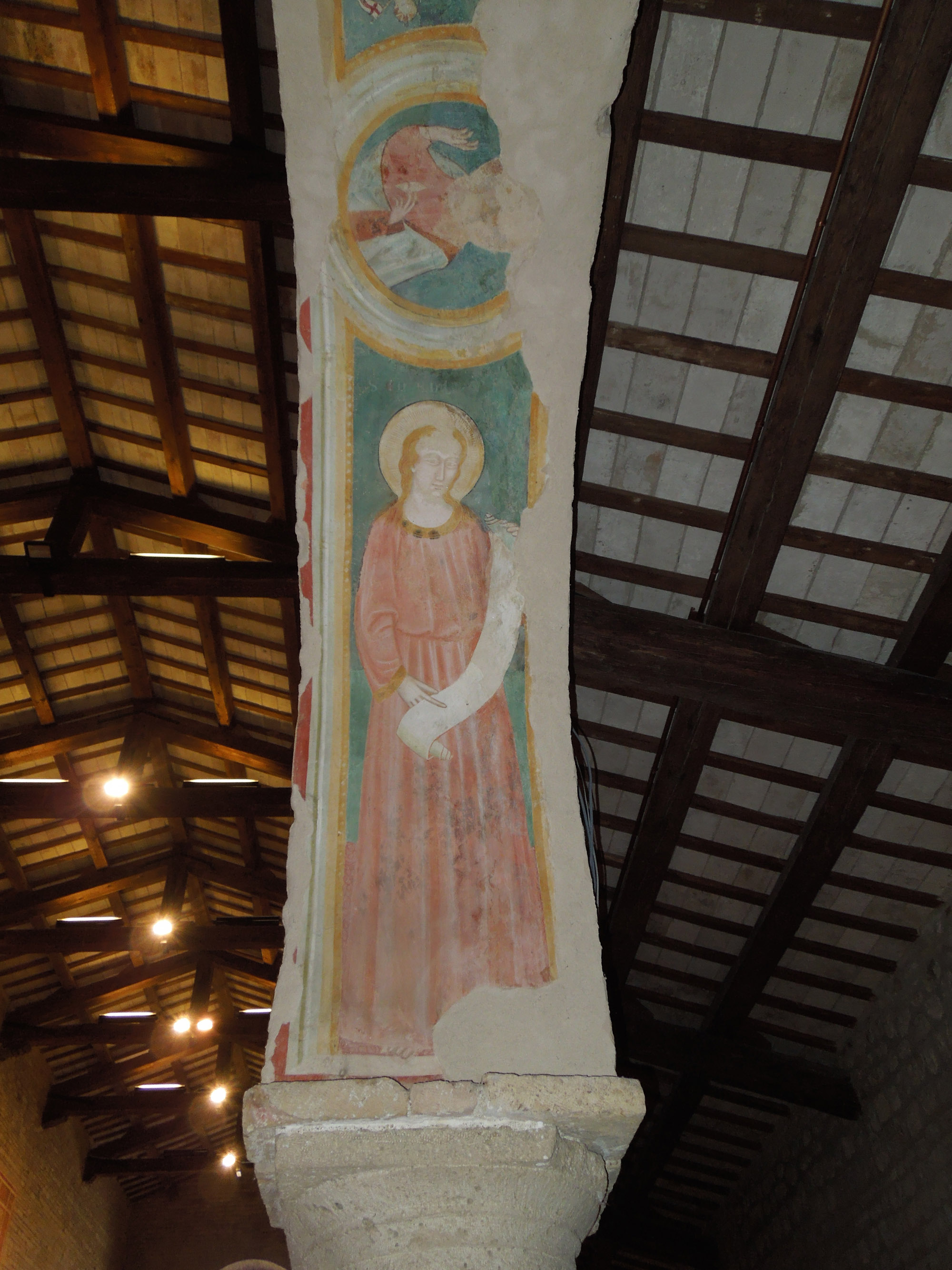
San Giovanni e Cristo benedicente nel clipeo.

### Il dipinto della Madonna col Bambino e cardellino
La tela della Madonna col Bambino e cardellino ha arredato per lungo tempo le pareti di questa chiesa. L'opera pittorica, (cm 200x150), è stata eseguita con la tecnica dell'olio su tela, nel corso del XVII secolo da un autore rimasto sconosciuto. Non si conoscono le ragioni di come sia giunta nella chiesa di Sant'omero e non si hanno notizie del committente. Recentemente restaurata, a causa di un precario stato di conservazione, è attualmente custodita e conservata presso la sede della Banca dell'Adriatico di Sant'Omero.
Il quadro ritrae le figure frontali della Madonna mentre accoglie tra le sue braccia Gesù Bambino che reca sulla mano sinistra un piccolo pettirosso con le ali aperte. La presenza del volatile, simbolo della passione di Cristo, riconduce alla leggenda che lo vuole protagonista di un gesto di amorevole cura al momento della crocifissione. Secondo la tradizione l'uccellino si sarebbe insanguinato il petto tentando di rimuovere con il becco la corona di spine che circondava la testa di Gesù sulla croce e a memoria di questo atto gli sarebbe rimasto il petto macchiato di rosso.
Nello spazio dell'angolo di sinistra s'individua il disegno dello stemma della famiglia Locatelli di Assisi e Roma che mostra un cappello cardinalizio.
Nell'aula liturgica è stata appesa la copia dell'originale del quadro. L'opera è stata pennellata e donata dal maestro Giorgio Mattioli.

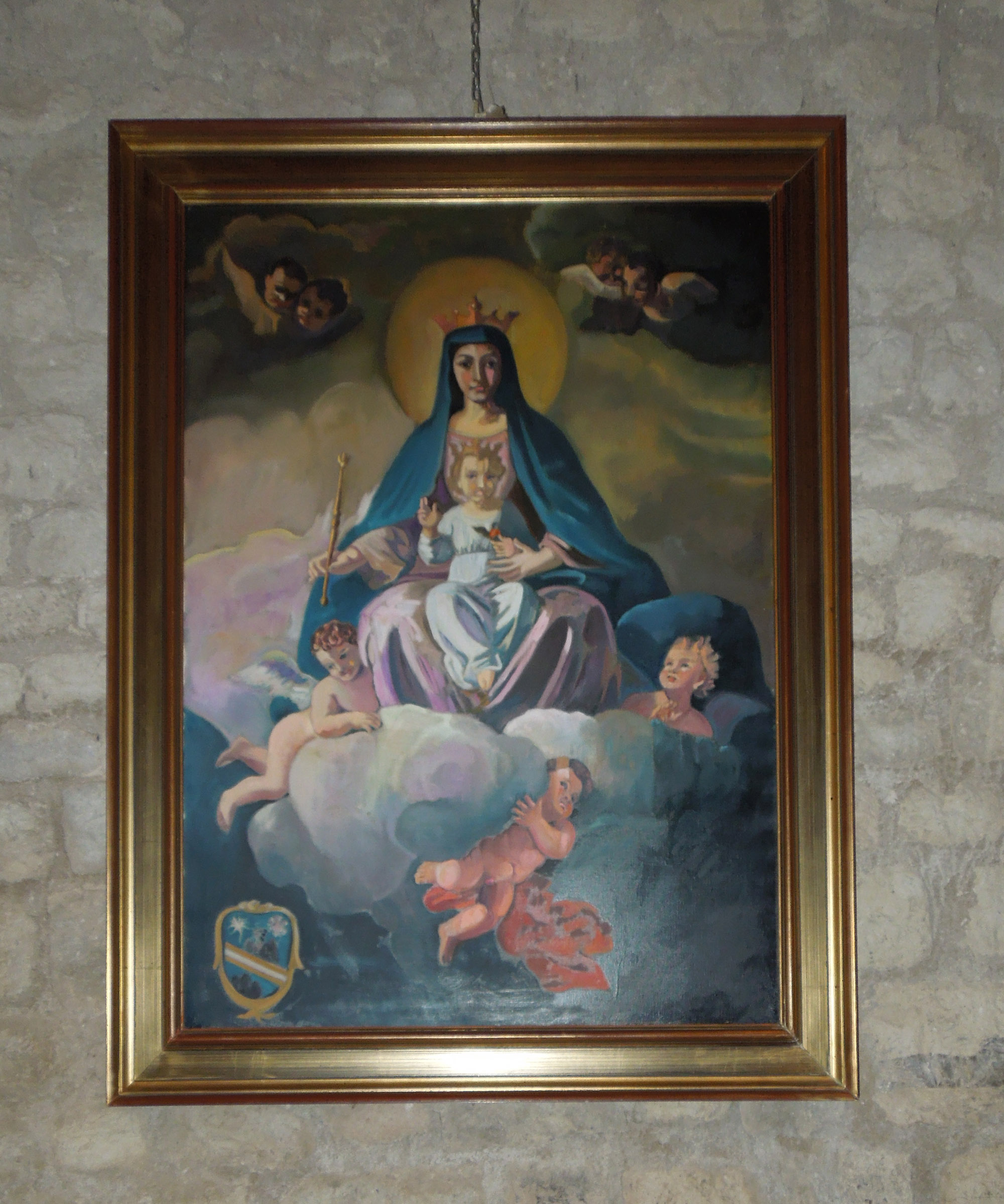
Madonna col Bambino e cardellino di Giorgio Mattioli.
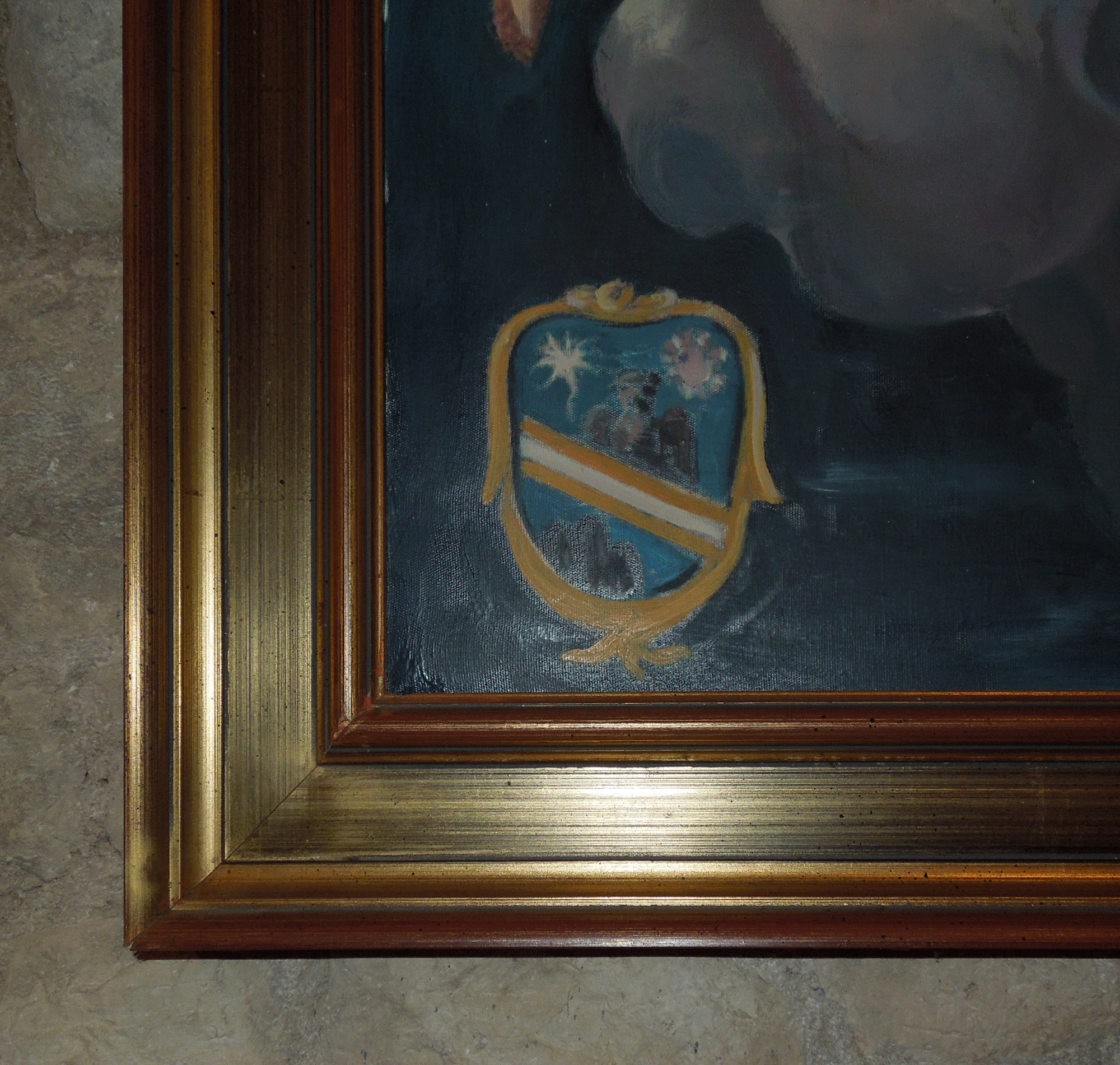
Particolare dello stemma.